# Subotica
Subotica [ˈsûbɔtitsa] (serbisch-kyrillisch Суботица, anhörenⓘ; deutscher Name Maria-Theresiopel; ungarisch Szabadka [ˈsɒbɒtkɒ]) ist mit 105.681 Einwohnern die zweitgrößte Stadt der Vojvodina und fünftgrößte Stadt der Republik Serbien. Sie ist Hauptstadt der gleichnamigen Opština Subotica, der nördlichsten Opština in Serbien, und Verwaltungszentrum des Okruges Severna Bačka. Subotica befindet sich zehn Kilometer von der ungarischen Grenze entfernt. Die Region um die Stadt ist sehr fruchtbar und für intensive Landwirtschaft bekannt. Ein bedeutender Wirtschaftszweig ist die Lebensmittelindustrie.
Bis zum Ersten Weltkrieg war Subotica territorialer Bestandteil der Habsburgermonarchie und wurde Maria-Theresiopolis (so noch heute im offiziellen Wappen, deutsch Maria-Theresiopel) genannt. Mit dem Ende des Krieges kam die Stadt zum neu geschaffenen Königreich der Serben, Kroaten und Slowenen, was 1920 mit dem Vertrag von Trianon bestätigt wurde. Subotica war nach der Angliederung an Serbien die zweitgrößte Stadt Serbiens.

## Geografie
Subotica liegt in der Pannonischen Tiefebene. Es herrscht gemäßigt kontinentales Klima mit den in Europa üblichen vier Jahreszeiten.
Dank ihrer geographischen Lage wurde sie zu einer Regiopole für das umliegende Gebiet.
Die Stadt liegt an der Europastraße 75. Diese verbindet sie im Norden mit Szeged in Ungarn und im Süden mit Novi Sad, der Hauptstadt der Vojvodina. Weiter Richtung Süden kommt man auch zur serbischen Hauptstadt Belgrad. Eine einspurige nicht-elektrifizierte 43 km lange Bahnstrecke (Bahnstrecke Szeged–Röszke–Subotica) führt nach Szeged (Ungarn).

### Gliederung
Die Stadt ist in 16 Stadtbezirke gegliedert. Diese haben aber anders als zum Beispiel die Stadtgemeinden von Belgrad oder Niš keinen Gemeindestatus.
| - Aleksandrovo - Bajnat - Centar 1 - Centar 3 - Dudova Šuma - Gat - Graničar - Ker | - Kertvaroš - Mali Bajmok - Novo Naselje - Prozivka - Srpski Šor - Teslino Naselje - Železničko Naselje - Zorka |

## Namensherkunft
Der Name Subotica leitet sich vom serbischen Wort für Samstag, Subota, ab und tauchte das erste Mal im Jahre 1653 auf. Das kroatische und serbische Wort für Samstag ist Subota, somit bedeutet Subotica „Samstägchen“ oder „kleiner Samstag“. Eine andere These besagt, dass sich der Name der Stadt von Subota Vrlić ableitet. Subota war der Schatzmeister des selbst ernannten Zaren Jovan Nenad im 16. Jahrhundert.
In der Geschichte gab es fast zweihundert verschiedene Namen der Stadt Subotica. Das liegt daran, dass die Stadt, so wie die Vojvodina, zu vielen verschiedenen Reichen und Staaten gehörte. Außerdem siedelten verschiedene Völker auf der heutigen Stelle der Stadt und gaben ihr einen Namen in ihrer eigenen Sprache.
Die früheste bekannte Aufzeichnung des Namens der Stadt lautet Zabadka und stammt aus dem Jahr 1391. Dies ist auch der Ursprung der ungarischen Version des Namens Szabadka. Doch erst 1679 erschien der Name in der jetzigen Schreibung. Der ungarische Name der Stadt leitet sich aus dem Adjektiv szabad, im Sinne von „frei“ oder „unabhängig“, und dem Suffix -ka, welches eine Verniedlichungsform darstellt, her. Somit bedeutet die früheste Bezeichnung so viel wie freies oder unabhängiges Städtchen.
1740 wurde die Stadt zu Ehren von Maria Theresia von Österreich umbenannt. Offiziell wurde die Stadt 1743 Szent-Maria genannt. Doch schon 1779 wurde sie wieder in Maria-Theresiapolis umbenannt.
In den drei anderen offiziellen Sprachen der Vojvodina heißt die Stadt genauso wie im Serbischen: auf Slowakisch Subotica, Jugoslawo-Russinisch Суботица und auf Rumänisch Subotica oder Subotiţa.

## Bevölkerung
| Bevölkerungsentwicklung | Bevölkerungsentwicklung |
| Jahr                    | Einwohner               |
| ----------------------- | ----------------------- |
| 1850                    | 48.126                  |
| 1869                    | 57.556                  |
| 1880                    | 62.555                  |
| 1890                    | 74.250                  |
| 1900                    | 82.235                  |
| 1910                    | 93.232                  |
| 1921                    | 90.961                  |
| 1931                    | 100.058                 |
| 1948                    | 63.079                  |
| 1953                    | 66.091                  |
| 1961                    | 75.036                  |
| 1971                    | 88.813                  |
| 1981                    | 100.516                 |
| 1991                    | 100.386                 |
| 2002                    | 99.981                  |

### Einwohnerentwicklung
Vor der Eroberung Suboticas durch die Osmanen im 16. Jahrhundert lebten in der Stadt größtenteils Magyaren. Während der Osmanischen Herrschaft verzeichnete die Stadt jedoch mehr Serben als Magyaren. Von Ende des 17. Jahrhunderts bis zur Hälfte des 19. Jahrhunderts war Subotica verstärkt von Bunjewatzen bevölkert. 1868 lebten in Subotica noch 50.000 Bunjewatzen, 6.000 Magyaren, 3.500 Serben und 1.300 Juden. Weiterhin wohnten auch noch Slowaken und Donauschwaben in der Stadt. Nach Zählungen im damaligen Österreich-Ungarn am Ende des 19. Jahrhunderts und in den ersten Jahren des 20. Jahrhunderts war zu dieser Zeit die Ungarische Sprache weiter verbreitet als die Sprache der Bunjewatzen. Jedoch ist bis heute nicht klar, ob die Magyaren oder die Bunjewatzen damals die Mehrheit stellten. Im Königreich Ungarn wurde nicht nach den ethnischen Hintergründen gezählt, sondern nach der Muttersprache des jeweiligen Einwohners. Ebenso hatte die Politik Budapests gegenüber der slawischen Minderheit großen Einfluss auf die Zählung, weil der große Teil der Bunjewatzen slawische Sprachen sprach oder magyarisiert worden war und sie so als ihre Muttersprache Ungarisch angaben.
Vor dem Ersten Weltkrieg verzeichnete die Stadt 93.232 Einwohner. Mit 55.587 Einwohnern stellten noch die Magyaren die Mehrheit, gefolgt von den Bunjewatzen mit 33.247 Einwohnern. Mit dem Ende des Krieges kam die Stadt zum neu geschaffenen Königreich der Serben, Kroaten und Slowenen, was 1920 mit dem Vertrag von Trianon bestätigt wurde. In der Folge siedelten verstärkt Serben nach Subotica um. Schon 1921 machte sich die Flucht der Magyaren bemerkbar. Während 1921 noch 26.750 Magyaren in Subotica ansässig waren, erhöhte sich die Zahl der Serben auf 60.700.
Mit dem Beginn des Zweiten Weltkrieges und des Bestrebens Ungarns, seine verlorene Gebiete wieder anzugliedern, stieg die Zahl der Magyaren auf 61.581 (59,93 %). Zahlreiche Slawen und Juden wurden verfolgt oder wurden nach Kroatien in Konzentrationslager gebracht. Bei der ersten Volkszählung nach Gründung der SFRJ im Jahr 1953 hatte Subotica 66.091 Einwohner, von denen 32.194 Magyaren waren (50,6 %). Damals konnten die Bunjewatzen nicht ihre ethnische Zugehörigkeit angeben. Wer es trotzdem tat, wurde als Kroate registriert.
In den nachfolgenden Jahren bis zum Beginn der Jugoslawienkriege stieg die Einwohnerzahl kontinuierlich. 1991 flohen unter dem Milošević-Regime eine große Zahl Kroaten aus Subotica. Die damaligen Angriffe der Jugoslawische Volksarmee auf Kroatien und die Kroaten in der Vojvodina sind der Hauptfaktor des Rückgangs.

### Ethnische Zusammensetzung
Kaum eine andere Stadt in Serbien ist so multiethnisch geprägt wie Subotica. Dies verdankt die Stadt ihrer wechselvollen Geschichte, aber auch ihrer Lage als wichtiger Punkt für den Verkehr zwischen Mittel- und Südosteuropa sowie dem Vorderen Orient im Mittelalter. Bei der letzten Volkszählung von 2011 kam die Stadt zusammen mit Palić insgesamt auf 105.681 Einwohner. Aufgeteilt nach Nationalitäten waren damals 34.511 (32,7 %) Magyaren, 31.558 (29,9 %) Serben, 9.698 (9,2 %) Kroaten, 9.236 (8,7 %) Bunjewatzen und 2.728 (2,6 %) bezeichneten sich als Jugoslawen. Roma stellten 2,5 % der Bevölkerung, insgesamt 2.586 Einwohner.
Die Stadt ist ein regionales Zentrum für die Magyaren, Bunjewatzen und Kroaten in der Vojvodina. Außerdem ist Subotica in Serbien die Stadt mit den meisten selbstdeklarierten Jugoslawen.
In den 80er-Jahren war Subotica als Stadt der ethnischen Toleranz bekannt.

### Sprachen
69.155 der Einwohner sprechen Serbisch, gefolgt von Ungarisch (57.608) und Kroatisch (8.806). Insgesamt sprechen 50,53 Prozent der Einwohner südslawische Sprachen.
Die serbische Sprache ist die am meisten verwendete Sprache im täglichen Leben. Die ungarische Sprache wird auch von fast einem Drittel der Bevölkerung in ihren täglichen Gesprächen verwendet. Beide Sprachen sind auch in kommerziellen und offiziellen Beschilderungen weit verbreitet.

## Geschichte
Die erste urkundliche Erwähnung Suboticas datiert auf das Jahr 1391. Von 1542 bis 1686 stand es unter türkischer Oberhoheit. Im Königreich Ungarn und später in Österreich-Ungarn war die seit 1779 Maria-Theresiopolis (Maria-Theresienstadt, Latein war damals die Verwaltungssprache Ungarns) genannte Stadt die drittgrößte des ungarischen Reichsteils, nach dem Ersten Weltkrieg kam sie zum Königreich der Serben, Kroaten und Slowenen (Jugoslawien, siehe Vertrag von Trianon). Von 1723 bis 1726 wurde im Stadtzentrum von Subotica die Serbisch-orthodoxe Christi-Himmelfahrts-Kirche erbaut.

## Politik

### Flagge und Wappen

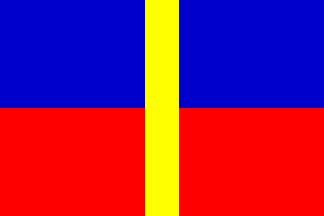
Die Flagge der Stadt im Zweiten Weltkrieg

Die Flagge der Stadt

Das Wappen der Stadt

Die Flagge der Stadt Subotica ist eine Weiß-Blaue Bikolore mit dem Wappen der Stadt in der Mitte.
Während des Zweiten Weltkrieges war Subotica unter ungarischer Herrschaft. Dementsprechend wurde auch die Flagge geändert. Sie war nun eine Blau-Rote Bikolore mit einem gelben, senkrechten Strich in der Mitte. Solche simplen Flaggen wurden damals in ganz Ungarn verwendet. Über die Nutzung der Flagge ist nichts bekannt.
Das Wappen der Stadt wird seit dem 1. September 1779 verwendet. Damals wurden der Stadt die Rechte einer Königlichen Freistadt gegeben, und sie wurde in Maria-Theresiopolis umbenannt. Das Wappen ist rund, und es befindet sich ein Schriftzug am weißen, äußeren Streifen: Sigillum Liberæ et Regiæ Civitatis Maria Theresiopolis (Wappen der Freien und Königlichen Stadt Maria-Theresianopel). Der obere Teil des Schildes, welcher sich in der Mitte des Wappens befindet, zeigt Maria mit Kind und Teresa von Ávila. Der untere Teil besteht aus einem roten Hintergrund und einem goldenen Löwen mit Schwert.

### Partnerstädte
Subotica unterhält mit den folgenden Städten eine Städtepartnerschaft:
| Stadt                     | Land                            | seit | Typ                 |
| ------------------------- | ------------------------------- | ---- | ------------------- |
| Berane                    | Montenegro                      | 2018 | Städtepartnerschaft |
| Brest                     | Belarus                         | 2015 | Partnerstadt        |
| Budapest                  | Közép-Magyarország, Ungarn      |      |                     |
| Dunajská Streda           | Trnavský Kraj, Slowakei         | 1996 | Partnerstadt        |
| Elche                     | Valenciana, Spanien             |      |                     |
| Érd                       | Közép-Magyarország, Ungarn      | 2010 | Partnerstadt        |
| Kiskunhalas               | Dél-Alföld, Ungarn              | 2016 | Partnerstadt        |
| Namur                     | Wallonie, Belgien               |      |                     |
| Odorheiu Secuiesc         | Ardeal, Rumänien                | 1994 | Partnerstadt        |
| Olmütz                    | Morava, Tschechien              | 1996 | Partnerstadt        |
| Osijek                    | Osijek-Baranja, Kroatien        | 2010 | Partnerstadt        |
| Petach Tikwa              | haMerkas, Israel                |      |                     |
| Szeged                    | Dél-Alföld, Ungarn              | 1966 | Partnerstadt        |
| Tilburg                   | Noord-Brabant, Niederlande      |      |                     |
| Treptow-Köpenick , Berlin | Deutschland                     | 2002 |                     |
| Wolverhampton             | England, Vereinigtes Königreich |      |                     |

## Wirtschaft
Subotica ist eines der wichtigsten Wirtschaftszentren Serbiens. Dies gilt sowohl für die Industrie als auch für die Landwirtschaft und die darauf basierende Lebensmittelverarbeitung und -veredelung. Aufgrund seiner günstigen geographischen Lage und seiner verkehrstechnischen Erschließung ist Subotica ein bedeutender Handels- und Umschlagplatz. Zudem beheimatet Subotica eine der drei serbischen Sonderwirtschaftszonen.
Im März 2012 wurde bekannt, dass die Stadt einen Vertrag über einer Grundstücksabtretung an die Firma D. Swarovski unterzeichnet hat. Swarovski plant dort in der ersten Phase den Bau einer 15.000 Quadratmeter großen Fertigungshalle. Die Gesamtkosten des Projekts werden auf 21 Millionen Euro geschätzt. Bis 2016 sollen in der neuen Fabrik 550 Personen eine Arbeit finden.

## Kultur

### Architektur

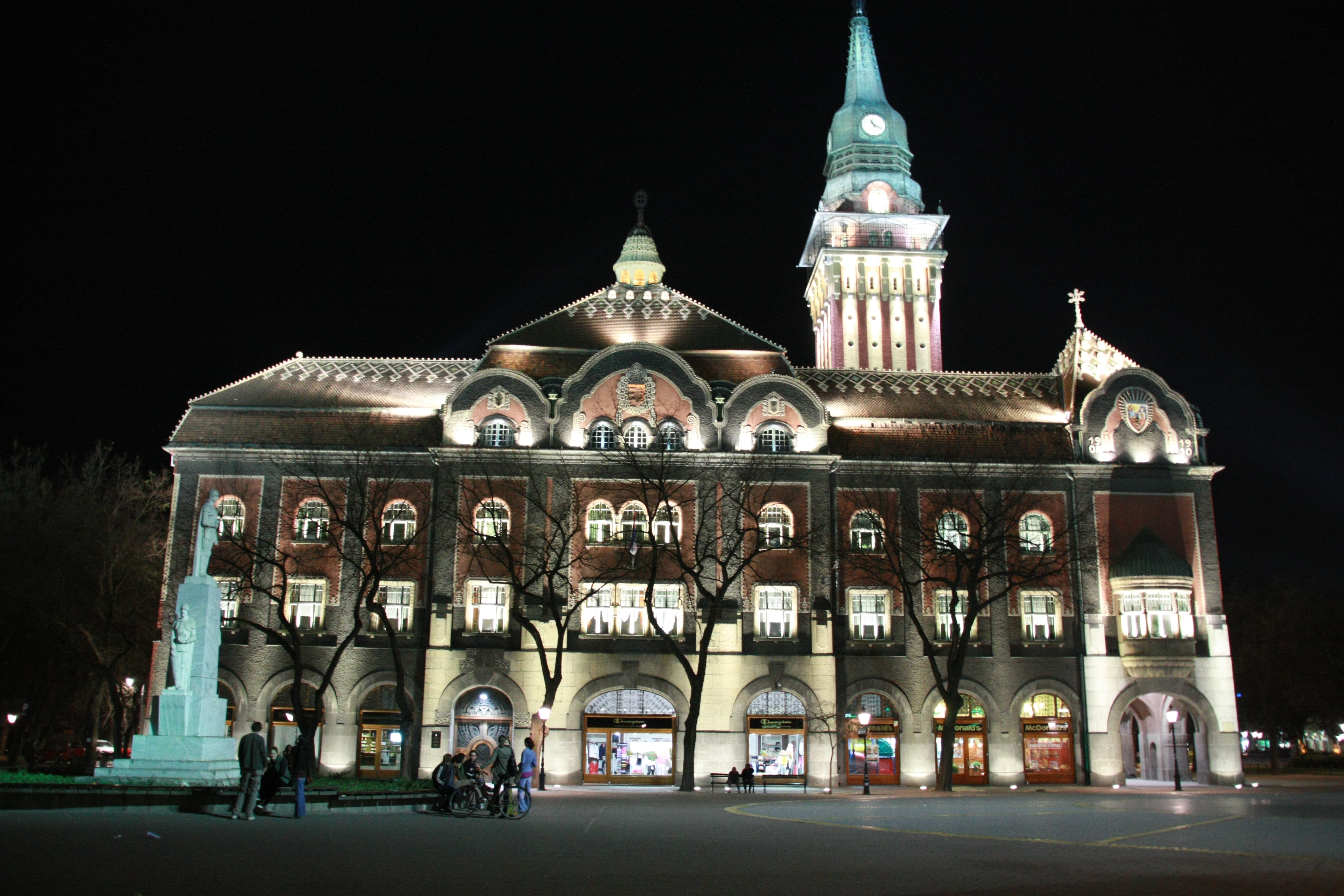
Rathaus

Die meisten Gebäude in Subotica wurden im Jugendstil gebaut. Dazu gehören das Rathaus, welches 1908 bis 1910 erbaut wurde, und die 1902 erbaute Synagoge. Diese beiden Gebäude wurden von den Architekten Marcell Komor und Dezsõ Jakab aus Budapest entworfen.
Weitere bedeutende Gebäude sind:
- die katholische Kathedrale St. Teresa von Ávila  (erbaut 1797) sowie die Kapelle St. Rochus
- das Franziskanerkloster (erbaut 1723)
- die orthodoxen Kirchen (ebenfalls im 18. Jahrhundert erbaut)
- die Synagoge aus dem Fin de siècle

In den letzten Jahren wurde damit begonnen, die Restaurierung der Synagoge auf den Weg zu bringen. Bis zum Jahr 2004 wurden mehr als 400.000 US-Dollar an Spenden angenommen.

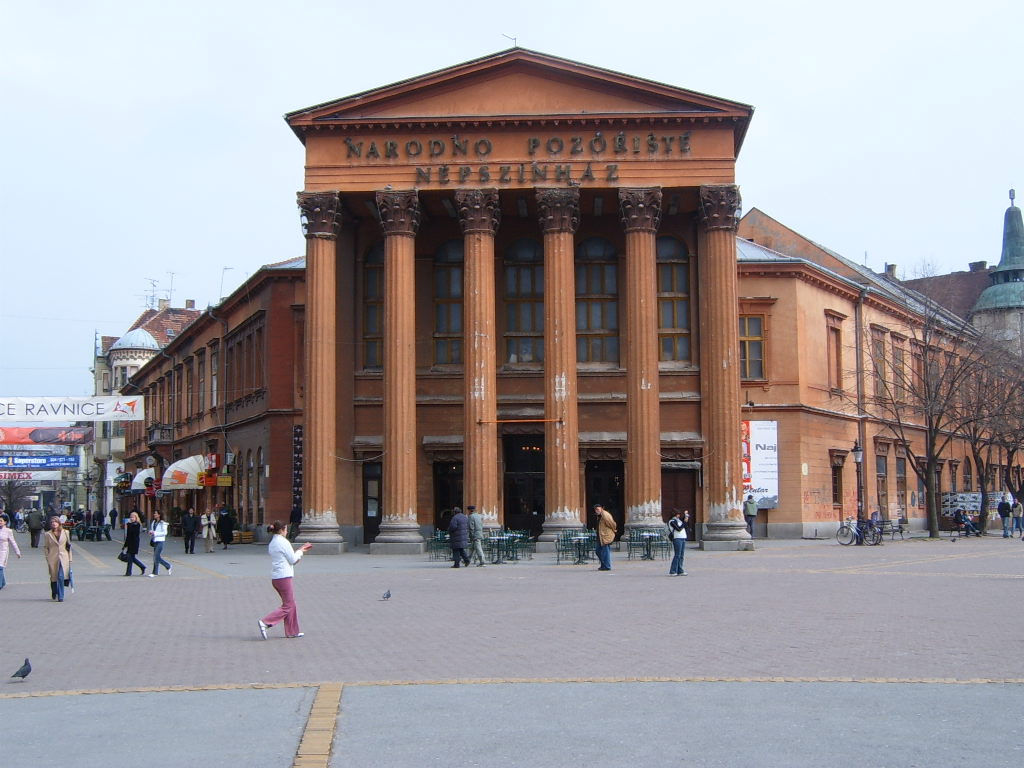
Das 2007 abgerissene klassizistische Nationaltheater von Subotica

#### Theater
Das historische Theater der Stadt, erbaut im Jahre 1854 als das erste monumentale öffentliche Gebäude in Subotica, wurde 2007 abgerissen, obwohl es als ein historisches Denkmal unter staatlichem Schutz von 1983 bis 1991 erklärt wurde. Das nationale Register führt das Theater als ein Denkmal von einem außergewöhnlichen kulturellen Wert. Eine internationale Kampagne zur Rettung des historischen Gebäudes wurde sowohl in Serbien als auch in Ungarn eingeleitet, jedoch ohne Erfolg. ICOMOS und INTBAU protestierten ebenfalls gegen den Abriss des Gebäudes.
Nach dem Abriss wurde das Nationaltheater teilweise angelehnt an den Originalbau neu errichtet.

### Zeitungen
Folgende Zeitungen werden in Subotica herausgegeben:
- Subotičke novine, eine wöchentliche Zeitung in serbischer Sprache
- Magyar Szó, in ungarischer Sprache, wird seit 2006 in Subotica herausgegeben
- Bunjevačke novine, in bunjewatzischer Sprache
- Hrvatska riječ, in kroatischer Sprache

### Film
1955 wurde hier der Film Ich denke oft an Piroschka mit Liselotte Pulver gedreht.

## Persönlichkeiten
- József Törley (1858–1907), ungarischer Schaumweinfabrikant
- Bálint Kuzsinszky (1864–1938), ungarischer Archäologe
- Dezső Kosztolányi (1885–1936), ungarischer Schriftsteller
- Géza Csáth (1887–1919), ungarischer Schriftsteller
- Kató Berky (1889–1961), ungarische Schauspielerin
- Sylvester Matuska (1892–1944/45), Eisenbahnattentäter
- Josef Gerö (1896–1954), österreichischer Jurist, Politiker und Sportfunktionär
- László Szabados (1911-1997), Radrennfahrer
- Tibor Sekelj (1912–1988), jugoslawischer Weltreisender und Schriftsteller
- Aleksa Kokić (1913–1940), kroatischer Schriftsteller
- Albe Vidaković (1914–1964), kroatischer Komponist
- Juci Komlós (1919–2011), ungarische Schauspielerin
- Vilim Harangozo (1925–1975), Tischtennisspieler
- Josip Gabrić (* 1930), Tischtennisspieler
- Andrija Fuderer (1931–2011), Schachspieler
- Yehuda Elkana (1934–2012), israelischer Wissenschaftshistoriker
- Danilo Kiš (1935–1989), Schriftsteller
- Anton Rudinski (1937–2017), Fußballspieler und -trainer
- Sylvester Levay (* 1945), ungarischer Komponist
- Bela Mesaroš (1952–2022), Tischtennis- und Schachspieler, der in Subotica lebte
- Rudolf Klein (* 1955), Architekt und Hochschullehrer
- Zoran Kalinić (* 1958), Tischtennisspieler
- Zoran Janjetov (* 1961), Comiczeichner
- László Keszég (* 1970), ungarischer Schauspieler und Regisseur
- Božidar Đurković (* 1972), Fußballspieler
- Annamária Vicsek (* 1973), serbisch-ungarische Pädagogin und Politikerin
- Velibor Kopunović (* 1975), Fußballspieler
- Mirko Štefković (* 1977), römisch-katholischer Geistlicher, Bischof von Zrenjanin
- Péter Lékó (* 1979), ungarischer Schachspieler
- Goran Marinković (* 1979), Fußballspieler
- Marko Nikodijević (* 1980), Komponist
- Čaba Prokec (* 1980), Eishockeyspieler
- Davor Štefanek (* 1985), Ringer
- Vojislava Lukić (* 1987), Tennisspielerin
- Nenad Beđik (* 1989), Ruderer
- Thea Soti (* 1989), ungarische Musikerin
- Marko Dmitrović (* 1992), Fußballspieler
- Ivan Sabanov (* 1992), kroatischer Tennisspieler
- Matej Sabanov (* 1992), kroatischer Tennisspieler
- Uroš Kojadinović (* 2000), Handballspieler

## Fotos

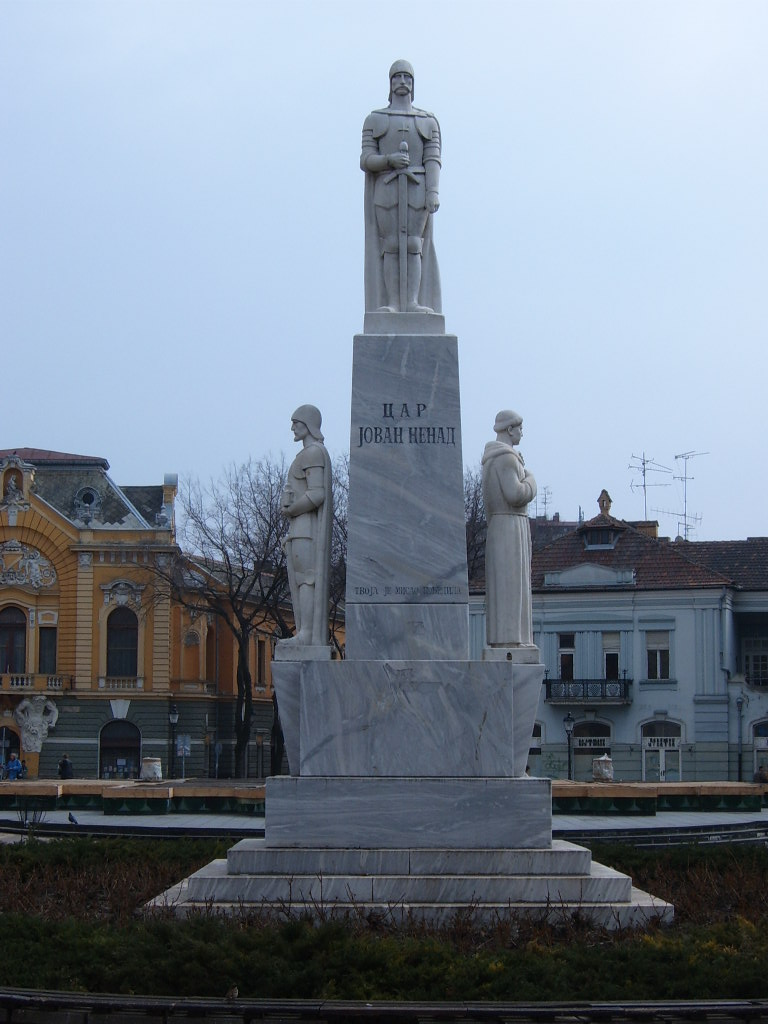
Denkmal für Zar Jovan Nenad
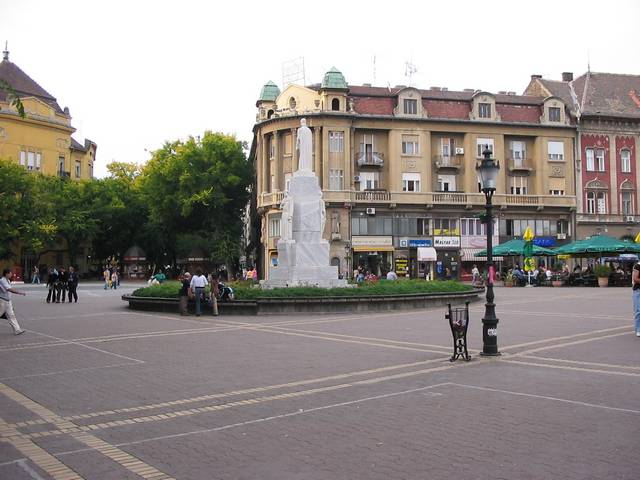
Stadtzentrum
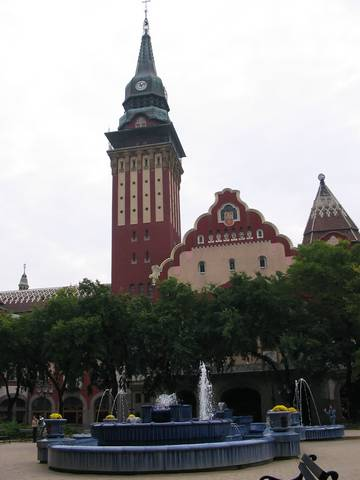
Rathaus